# Lygodactylus rarus
Lygodactylus rarus är en ödleart som beskrevs av  Pasteur och BLANC 1973. Lygodactylus rarus ingår i släktet Lygodactylus och familjen geckoödlor. IUCN kategoriserar arten globalt som nära hotad. Inga underarter finns listade i Catalogue of Life.